# 宋仲基
宋仲基（： Song Junggi，1985年9月19日—），韓國男演員，畢業於韓國成均館大學。2021年，凭借韩国首部科幻片《胜利号》获得春史电影奖影帝。2024年，凭借黑色电影《祸乱》获得釜日电影奖最佳男配角。2008年，以电影《霜花店》出道。通过出演古裝劇《成均館緋聞》（2010年）和《树大根深》（2011年）而声名大振。2012年，凭借電視劇《善良的男人》和電影《狼少年》首次登上演艺巅峰。2016年，退伍後首部電視劇《太陽的後裔》以柳時鎮一角在韓國和亞洲多地掀起「宋仲基綜合症」，跻身韩流明星行列。2022年，所主演的電視劇《財閥家的小兒子》继《黑道律师文森佐》(2021年）和电影《胜利号》（2021年）之后，收視率和話題性再次刷新紀錄；并凭借電影《禍亂》（2023年）首次进军戛納電影節。
宋仲基出演多部不同题材的作品，包括战争片《军舰岛》(2017年)、原始奇幻电视剧《阿斯达年代记》(2019年)、黑色喜剧《黑道律师文森佐》（2021年）、太空歌剧《胜利号》(2021年)、奇幻复仇剧《财阀家的小儿子》（2022年）、黑色电影《祸乱》（2023年）、剧情片《路基完》（2024年）、犯罪惊悚片《波哥大：最后的机会之地》（2024年）。通过挑战多种题材的作品，成为少数同时俱备演技和人气的男演员，且多次获选韩国盖洛普年度电视演员和韩国盖洛普年度电影演员，并于2012年和2017年，获得第一名。

## 早年生活
宋仲基出生於忠清南道大田市大德郡，本贯恩津宋氏，父親經營洗車場、建筑公司等，母親經營咖啡館；家中有一兄一妹，哥哥曾在北京大學念書8年，碩士畢業，通曉中文；妹妹曾留學加拿大，後畢業於首爾大學醫學院博士班。
小學開始，宋仲基在志願欄上填上“運動員”、“演員”和“廣播員”。他從小練習短道速滑長達11年，曾代表家鄉大田廣域市參加了三次全國運動會，並在大型賽事中獲獎，更一度以代表韓國參加奧運為目標，直到中學二年級因腳踝受傷而退出該項運動，該項經歷也促使他日後於電視劇《Triple》中飾演短道速滑選手。之後，他把注意力集中於學業方面，成績突飛猛進，高三時所有學科皆得到最高評級，英文和數學更是全校第一，獲表彰功勞獎。在高三填志願時，宋仲基想報考戲劇電影系，卻遭到父親反對。在得不到父母的支持，也缺乏自信的情況下，他放棄了成為演員的夢想。然而首次大學入學考試並不順利，沒能考上其理想的大學，故他選擇離開家鄉到首爾復讀一年。最终宋仲基以韓國大學入學考試（CSAT）當中的380/400得分，按照父母的意願，考進了成均館大學經營管理系。
上了大學後，宋仲基開始對未來感到迷茫，最後下定決心即使以後賺不到錢，也要做自己想做的事。在以演員身份出道前，他為了成為製作人、播音員，也報考了新聞廣播系。大學期間，他積極參加學校的社團活動，同時擔任大學廣播社的廣播員、首爾地區大學廣播電台理事會副會長，還是學校校刊封面模特和招生廣告模特。2011年，宋仲基以經營管理系和新聞廣播系雙學士學位畢業於成均館大學。
2006年，就讀大學二年級的宋仲基代替生病的大學學長參加KBS的韓國選手測驗（Quiz Korea），一路殺進總決賽，卻因答錯一道食品問題屈居亞軍。由於他在節目裡的表現出色和外表帥氣，韓國網友迅速在網上為他成立後援會，粉絲名稱為「Ki Aile」，是由宋仲基的「Ki」與法文的翅膀「Aile」結合，意思是當他的翅膀讓他展翅高飛；宋仲基本人也在後援會成立3個月後在該後援會cafe留言致謝。之後還成為了雜誌《明日大學》的封面人物。在出道前，他便在網絡上以「成大臉贊」和「成大媽朋兒」聞名。

## 演藝經歷

### 2008年-2011年：早期職業生涯和突破
宋仲基大學三年級時，重新萌生起成為一名演員的梦想，於是他報考了表演學院，接受了八个月的訓練，在一些作品中擔任臨時演員，之後加入經紀公司Sidus HQ。2008年12月，宋仲基在電影《霜花店》中飾演36名龍建衛之一的盧拓，正式出道。同年10月，在KBS週末連續劇《我的愛金枝玉葉》首次以演員身份出現在電視上，飾演善良溫順、默默照顧家人的小兒子張振好。隨著電視劇收視率突破30%，宋仲基作為新人演員也受到廣泛關注。
2009年，宋仲基開始在多部電視劇和電影中擔任配角。他先後在電影《五感圖》和《梨泰院殺人事件》中擔任配角，但反響一般，只留下美少年的印象。出演MBC電視劇《Triple》率直的國家短道隊代表池豐浩。而他初中時期作為短道速滑運動員的經驗也融入到作品中，展現了比以往作品中更加穩定的演技。在SBS電視劇《聖誕節會下雪嗎》客串出演女主的好哥哥韓智勇。儘管戲份微乎其微，但卻以具有說服力的演技，刺激了觀眾的淚腺，留下了深刻的印象。對於已經在兩部電視作品中擔任重要配角的他選擇客串出演該劇，令人感到意外。對此，宋仲基表示:「我非常喜歡李慶熙编剧的《謝謝》，看了好幾次都流下了眼淚，能夠出演這位作家的作品，真是不知有多高興」，說明了出演理由。雖然都是以配角和客串的身份出演，他卻在小角色中展現存在感，討論度和人氣也不斷上升。
2009年8月，宋仲基接過音樂節目《Music Bank》主持棒展現了從容穩定的主持才能。2010年2月，宋仲基在SBS醫療劇《婦產科》，飾演性格毛躁的婦產科住院醫生安靖宇，從最初缺乏使命感只為賺錢，到逐漸成長為成熟醫生，即使是有着不少缺點的角色，宋仲基也能在消化後融入了其他色彩，添加了想要討厭也討厭不了的魅力。通過這部電視劇，宋仲基才首次扮演與自己實際年齡(當時26歲)相仿的角色。在《婦產科》的製作發表會上，他透露:「因為看起來年輕，一直只有學生角色(邀約)，所以壓力很大」，「但現在不會了，隨著年齡的增長，自然而然地會扮演成熟的角色，所以不會着急，會滿足於自己的角色。」
2010年7月，他成為《Running Man》的固定成員。同時期，宋仲基在動物電影續集《伴我走天涯2》首次擔任主演，飾演高中生東旭。雖然是以動物為主人公的電影，但是與之前的電影相比增加了比重和台詞，開啓了主演之路。相較於催淚感人的前作，這是一部輕鬆喜劇，被評價為暖心的家庭電影。宋仲基也憑借該電影獲提名第31屆青龍電影獎最佳新人男演員獎。
2010年8月，宋仲基在KBS2TV校園青春古裝劇《成均館緋聞》中飾演放蕩不羈、玩世不恭的風流公子「女林」具龍河一角俘獲眾多人氣。虽然具龙河的外表看起来是个喜欢耍帅爱热闹的自由灵魂，其實內心細膩洞察一切，因為出身的局限而苦惱等立體的角色表現得很有說服力和充满魅力，而獲得了好評。儘管戲份比重相對較少，但人氣和話題度卻是壓倒性的，令他在新一代年輕演員中備受矚目。宋仲基以該角色獲得2010年KBS演技大賞人氣獎和入围「中篇劇部門 男子優秀演技獎」。他通過《成均館緋聞》而人氣暴增，成為大勢演員，活躍於主持界和廣告界，之後多次獲邀擔任各大型頒獎典禮的主持人。2011年4月，宋仲基首次挑战配音表演，在3D動畫片《里約大冒險》中飾演主角Blu。同年5月，因演藝生涯規劃而選擇退出主持了10个月的《Running Man》。
2011年10月，他出演SBS悬疑歷史劇《树大根深》飾演朝鮮世宗的青年時期，電視劇第三集的全國收視率翻倍飆升至18.2%，居同期收視率第一位。在劇中，宋仲基詮釋在朝鮮太宗李芳遠的壓制下，度過暗潮洶湧的青年時期的少年君主，將世宗李祹的睿智、隱忍、果敢的面貌演繹得淋灕盡致。在與飾演李芳遠的白潤植正面衝突時，也絲毫不落下風，提升了該劇的緊張感和期待感。他通過《樹大根深》中穩定而感性的演技，展現了作為演員的另一種可能性，讓觀眾們深刻認識到自己的存在感，獲得了「宋仲基的再發現」的稱贊，完成了演員的蛻變。宋仲基僅憑4集戲分中亮眼的表現，迅速佔領各大網站熱搜榜，演技備受業界肯定，並在年度SBS演技大賞中獲得製作人獎。在領獎時，他哽咽地說:「這個年齡要扮演兒童角色，大家都說我瘋了」，「但是真的很努力，想讓觀眾們為電視劇瘋狂」，展現了他對演技的熱情。通過《成均館緋聞》演技和明星氣質被認可後，很多人都預測宋仲基將擔任主演，但是他卻選擇出演了僅有4集戏份的青年角色(兒役)，被指是冒險的決定，但結果證明宋仲基的選擇是正確的。在2011年末的蓋洛普韓國調查中，宋仲基憑借《樹大根深》青年世宗的表演，首次獲選「年度最閃耀電視演員」第七名。
2011年11月，在浪漫喜劇電影《賺錢羅曼史》首次擔任男主角。他不惜顛覆貴公子形象，飾演貧窮、邋遢、喜歡虛張聲勢的無業遊民千智雄，是個稍有不慎就會表現輕浮的角色。電影最終因草率的敘事方式描寫韓國88萬圓世代這一社會問題，無法引起觀眾的共鳴而票房失利，僅僅取得42萬觀影人次。同年12月，在MBC自然環境系列紀錄片《南極的眼淚》中擔任旁白。作為紀錄片迷，隔年繼續在劇場版《小企鵝南極歷險記》中負責旁白。

### 2012年-2015年：影視連續大獲成功，成為一線演員及入伍
2012年9月，宋仲基在KBS2TV電視劇《善良的男人》中飾演為愛不惜一切的純情醫學院大學生，在遭遇初戀的背叛後，走上復仇之路的冷酷壞男人姜馬陸，在過程中，遇到了真正的愛情，重新找回了純真的面貌。首次擔任電視劇男主角的宋仲基，以反轉的魅力演繹激烈的愛恨情仇而成為話題人物。隨著劇情的發展，角色也發生了變化，他時時刻刻變化的眼神和細膩的感情演技，爆發出與以前不同的「魔性魅力」。在此之前，他都是以明朗溫柔的形象出現在大眾視線中，不免讓人質疑是否能勝任以作品特別難演而聞名的编剧李慶熙的正統愛情劇，而宋仲基最終以扎實立體的演技打消眾人的顧慮，證明了自己作為演員的價值，並成功轉型。該劇自開播以來一直領先其他同時段劇集，最高收視率達18.8%，而大結局則以18.0%的收視率完美收官。大眾文化評論家金善英稱贊道:「宋仲基在同齡演員中具有最棒的演技。他去年在電視劇《樹大根深》中的表演也受到了好評，在這次的作品中也展現了優秀的演技實力，是會把握情緒高低起伏的演員。」電視劇評論家鄭錫熙說:「雖然劇情有很多不像話的情況，但是故事沒有鬆散，絕大多數取決於台詞的力量。並且宋仲基的演技比什麼都要好，他的眼神和台詞處理，都非常優秀。」
同時期，宋仲基主演新人導演趙聖熙的電影《狼少年》在上映後獲得爆炸性的回響，先後受邀在多倫多國際電影節、溫哥華國際電影節和釜山國際電影節等多個電影節展映。在電影中，宋仲基飾演擁有超強力量和46度體溫、來歷不明的「狼少年」哲秀。他以幾乎沒有台詞，僅靠眼神和肢體語言，生動地表達出了從一個野獸到一個男孩所經歷的一段悲傷愛情，展現了新人少有的扎實演技，成為忠武路的新藍籌股，被評價為很好地表現了稍有不慎就會變得單調的素材和故事情節，並以該片首次獲提名第49屆百想藝術大賞電影部門最佳男主角獎。大眾文化評論家鄭德賢評價道:「宋仲基並沒有躲在在美少年形象的背後。當然，那野獸般的外表下自然流露出的純真和幽默，與他天生的外貌不無關係。從恐懼和震驚到笑聲、悲傷和淚水。觀眾之所以能夠沈浸在電影中，完全得益於宋仲基的演技。」影評人郭英鎮表示:「在《狼少年》的綜合症中，宋仲基這個青春明星的力量是絕對的。把電視屏幕上獲得的人氣轉移到大銀幕上，展現了完全不同的魅力，有效地攻略了女心。」《狼少年》最終以總票房超過706萬觀影人次，成為2012年韩国票房季軍，同時刷新韓國純愛電影的票房紀錄並保持至今。2012年末，宋仲基在蓋洛普韓國公佈的「年度最閃耀電視演員」和「年度最閃耀電影演員」調查中分別獲得第一名和第二名。由於電視劇和電影中的優越表現，宋仲基成功躋身明星性和演技兼備的頂級主演行列，迎來事業的首個全盛期。
2013年2月，宋仲基與Sidus HQ五年專屬經紀合約到期後，正式加盟車太鉉所在的經紀公司Blossom娛樂，而出道便擔任其經紀人的金正勇則是該公司的理事。同年8月，宋仲基以現役入伍服兵役，成為韓國取消演藝兵後第一位入伍的藝人。

### 2016年-2017年：《太陽的後裔》成功回歸
2016年2月，宋仲基主演的電視劇《太陽的後裔》自首播以來收視率節節攀升，話題度居高不下，第9集全國收視突破30%，在4月14日播出的最後一集以全國收視38.8%、瞬間最高收視46.6%完美收官，成為2016年迷你劇收視冠軍。在劇中飾演韓國特戰部隊海外派兵組隊長柳時鎮一角的宋仲基以溫柔剛毅的形象，在中韓等地引發「宋仲基綜合症」，而獲封國民老公，再創演藝事業高峰。他所塑造的柳時鎮，是兼具體力和知性的特戰司令部大尉，被評價為是無法想象其他人飾演的天作之合。曾經因為身材不夠魁梧而被指不適合的選角，現在也被稱贊為「宋仲基才有可能的男性魅力」徹底掩蓋了。《太陽的後裔》因其高人氣，不只版權輸出至32個國家地區，OST的銷售成績同樣亮眼，劇中主要拍攝場景也成為了旅遊的熱門景點，甚至連時任韓國總統朴槿惠和泰國總理巴育·占奥差都對該劇表示讚賞。在人氣巔峰時入伍，退伍後以《太陽的後裔》完美回歸的宋仲基，不僅打破「退伍之後人氣下滑」的「兵役魔咒」，更掀起歷代級韓流熱潮，獲邀成為首位出演新聞節目《KBS News 9》的藝人。電視劇劇終後，宋仲基於首爾舉行其第五次個人粉絲見面會。隨後的5月至6月期間，宋仲基從曼谷開始，接連在中國大陸、香港及台灣等9個地區舉行了亞洲巡迴粉絲見面會。
同年4月，宋仲基與音樂團體Big Bang一起被韓國文化體育觀光部、韓國觀光公社選為「韓國觀光振興模範」和「韓國觀光名譽大使」，為「2016-2018韓國訪問年」，開啓韓國新民族品牌「Creative Korea」的宣傳活動。10月，韓國政府為表彰電視劇《太陽的後裔》重新點燃中國和東南亞韓流的貢獻，在2016年韓國大眾文化藝術獎頒獎禮中，宋仲基與該劇女主和編劇一起被授予「總統表彰獎」。宋仲基也憑借《太陽的後裔》獲提名第52屆百想藝術大賞電視部門最佳男主角獎，並以超高人氣獲得該屆電視部門男子人氣獎。
2017年7月，宋仲基延續軍人形象在柳承完導演的戰爭片《軍艦島》中飾演潛入軍艦島營救韓國獨立運動領袖的韓國獨立軍人朴武泳。時隔5年重返大銀幕，當被問及為何選擇即不是主角也沒有感情戲、又是個軍人角色的《軍艦島》作為回歸之作時，宋仲基表示:「自己很喜歡柳承完導演的《老手》，而且能和前輩演員們一起合作，作為年輕演員的我感到非常榮幸。」電影在韓國上映首日吸引超過97萬觀影人次，隨後便陷入院線壟斷、歪曲歷史、親日電影等爭議，口碑也出現兩極分化。由於電影講述在日本殖民統治時期，被日軍強徵到軍艦島上挖煤勞作的朝鮮百姓，在遭受剝削苦難之後試圖逃亡的故事，上映後獲得中日韓三國的高度關注，同時版權出口至113個國家地區。電影最終動員超過659萬觀影人次，成為2017年韓國票房第5位。8月，電影在海外上映後，票房在北美、東南亞、港澳台、英國、澳大利亞和新西蘭等地名列前茅，在美國上映第15天累計票房便突破100萬美元的紀錄。2017年末，宋仲基在蓋洛普韓國公佈的「年度最閃耀電視演員」和「年度最閃耀電影演員」調查中分別獲得第一名和第八名。

### 2019年至今：超越人物、時代和流派限制的挑戰
2019年6月，宋仲基在韓國首部描寫遠古時代人類史的原始奇幻題材電視劇《阿斯達年代記》中同時分飾兩角，飾演帶領部落在假想土地「阿斯」建立國家的英雄人物銀蟾和薩雅。宋仲基在劇中顛覆形象飾演一對在極端環境下成長的雙胞胎兄弟；弟弟銀蟾是純真善良的原始部落戰士，而哥哥薩雅則是被藏匿在高塔中孤獨冷漠、野心勃勃的阿斯達聯盟接班人。导演金元锡对宋仲基这样评价道:「他不僅在身段塑造上努力表現出肌肉型的銀蟾與文弱型的薩雅，還在聲音、語氣、眼神等細節上都做足準備。從導演的立場上看，拍攝時只能感到滿足和感謝。」特別是《阿斯達年代記》的編劇金榮昡、朴尚淵在傳達了選擇宋仲基飾演銀蟾的理由時，表現出了特別的感情。這是繼《樹大根深》之後，兩位作家再次與宋仲基合作的項目，二人表示:「幾年前曾評價過宋仲基『在感情爆發的時候，也藏著理性的浪漫』。宋仲基是相互矛盾、不相容的兩種演技並存的演員，所以我們很愛這位演員。」並稱贊道:「宋仲基所具備的這種形象的兩面性在飾演"銀蟾"時大放異彩。他所演繹的銀蟾形象，就像是『我什麼也不知道，但是非常聰明；我現在雖然沒有任何力量，但是絕對不會輸』的眼神，與作品的創作意圖完全一致。」劇集在播出中途經歷了兩個月的停播後，大結局以全國平均收視7.4%，最高收視8.1%順利落幕，成為2019年tvN年度收視率第三位。
2019年末，宋仲基與Blossom娛樂的專屬合約到期；並於2020年1月，正式加盟由iHQ電視部門的前代表黃基鏞創立的HiSTORY D&C。
2021年2月，宋仲基時隔10年再次出演《狼少年》導演趙聖熙的電影《勝利號》，在影片中，飾演頹廢邋遢的太空垃圾收集船的船員金泰浩。這也是宋仲基首次挑戰父愛演技，飾演失去女兒後，失去一切而自暴自棄的父親角色，以更加成熟精煉的感情線獲得了好評。作為韓國首部科幻片和太空歌劇，《勝利號》原定於2020年暑假檔期上映，但因2019冠狀病毒疫情擴散而一再推遲上映日期，最終改由Netflix線上播出。電影上线後，連續5天登上Netflix全球電影熱度榜冠軍，在29個國家和地區排名第一，并躋身80個國家和地區电影Top10，僅28天便在全球吸引超過2600萬戶家庭觀看。儘管電影評論褒貶不一，但卻具有開創性，更是首部同時获得星雲獎和雨果獎提名的韓國電影。宋仲基也憑借該電影獲得第26屆春史電影奖最佳男主角和第42屆青龍電影獎最佳男主角提名。
對於接連主演韓國電視劇史上首部原始奇幻電視劇《阿斯達年代記》和韓國電影史上首部科幻電影《勝利號》，宋仲基表示:「因為我沒有做過(的題材)，所以都很高興。周圍的人都說這是果敢的選擇，讓我去演舒服的作品」，「雖然很有負擔，但是我很奇怪地被吸引。說要拍電影《波哥大》的時候，周圍的人的反應也是這樣，但我只是想演，為了展現新的面貌，我想嘗試更多從未嘗試過的題材。」
同時期，宋仲基在黑色喜劇題材電視劇《黑道律師文森佐》中飾演頭腦冷靜、身手不凡的意大利黑手黨顧問文森佐·卡薩諾。他在劇中用以惡制惡的方式懲治罪犯，展現從冷酷霸氣到黑色喜劇、利落的動作和細膩的感情戲等多樣演技。在被問及選角理由時，導演金熙元表示:「很喜歡宋仲基的電視劇《善良的男人》在純真的臉上可以看到孤獨感，看起來和文森佐的角色有一致性。劇本要求演員具備喜劇和敘事能力等多樣的條件，而宋仲基具有詮釋這些情況的能力，對於導演而言，是完美的合作夥伴。」電視劇第20集收視率以全國基準平均14.636%，最高16.2%，更新了自身最高，並以歷代tvN電視劇收視率第6位的記錄完美收官，同時也在韓國以外的國家地區獲得高話題度和高人氣。在電視劇終映採訪時，宋仲基說一開始對喜劇表演並沒有信心，但表示「這部劇稍微拓寬了我不足的視野，是給了我勇氣進行新嘗試的作品」。
2021年3月，韓國電影振興委員會推出的國際宣傳活動「Korean Actors 200」甄選出代表現在和未來的韓國電影演員200人，在其官網的簡介中評價宋仲基為「擁有品牌力量的超級巨星，源自於他純粹的形象、體面的演技和人氣」。
2022年11月，JTBC電視劇《財閥家的小兒子》迎來首播，宋仲基一人分飾兩角出演被「財閥家」順陽集團殺害的資產管理組組長尹炫優和重生後順陽集團最小的兒子陳道俊。在劇中，宋仲基通過扎實內斂的演技完美地演繹了「繼承財富的陳道俊」複雜微妙的復仇情緒和「繼承貧窮的尹炫優」苦澀憤怒的人生。電視劇播出後，收视率飙升，席捲各大話題榜和搜索榜，在韓國內外引起巨大討論度，大結局最終以全國收視率26.948%完美收官，成為2022年迷你劇收視冠軍及有線台和綜編台歷代最高收視率電視劇第二位。在蓋洛普韓國公佈的2022年12月「韓國人最喜歡的電視節目」排名中，該劇以16.6%的喜愛度排名第一，也是該公司自有調查記錄以來，韓國10年間所有頻道和電視節目類型中的最高記錄。宋仲基也以該劇再次開啓了又一個全盛期。
2023年5月，宋仲基出演由新人導演金昌勳執導的黑色電影《禍亂》受邀參加第76屆戛納電影節「一種注目」單元，並首次以主演兼製作人身份進軍戛納。他在電影中飾演黑幫組織中層頭目治建，實現了前所未有的激烈演技轉型。戛納影展在官網中形容「宋仲基用他難以讀懂的表情、低沉的嗓音、全新的眼神，為角色賦予了比半裂的耳朵，更可怕的心理創傷，一種與他以往所扮演的角色完全不同的魅力」。宋仲基被劇本深深吸引，決定零片酬出演並擔任配角，如願在黑色類型片中挑戰自己，拓宽了戏路，成功展現出演技生涯的新面貌和突破，及對小成本電影的支持和對劇本的肯定。同年10月，《禍亂》在韓國上映。雖然電影暴力又絕望的氛圍不受歡迎，票房慘淡；但是電影想要表達的社會問題意識，通過黑色題材吸引着影評人和觀眾的心。影評人李東鎮評價稱:「這是捲縮成為泥沼中一部分的少年和掙扎着擺脫枷鎖的少年發出深深嘆息的二重奏。《禍亂》是一部激烈的悲情電影給人留下深刻印象」，他也將《禍亂》評選為2023年度必看的十大韓國電影之一。影評人全燦日表示:「如果說兩位新人演員展現了『填滿的演技』，那麼宋仲基可以說是展現了『清空的演技』，在影片中呈現出致命的吸引力。《禍亂》里的治建和宋仲基遠遠超過了他之前的作品。如果說之前是盡心盡力的表演，給人留下深刻印象的話，那麼這次則以截然相反的方法演技給人留下了新的面貌。強弱緩急協調完美，強力而又無比鬆弛，同時最大限度地突出洪思彬和金亨瑞兩位後輩和他們所扮演的角色，將相生、共存的演技予以現實化，發揮了更游刃有餘的演技。」宋仲基也憑借該電影獲得第33届釜日电影奖最佳男配角，及第44屆青龍電影獎、第60屆百想藝術大獎最佳男配角提名。
2024年3月，由新人導演金熙振執導的Netflix劇情片《路基完》全球上線，宋仲基在影片中飾演无法掌控命运的脫北者路基完，再次尝试演技转型。對於連續出演黑暗和沈重題材的電影，宋仲基表示在選擇作品時，他更看重作品中感受到的情感，而不是角色的形象，“選擇《路基完》，是被路基完負罪感的孤獨情緒所吸引；而《禍亂》，則是被電影中的淒涼和治建的卑怯所吸引”。然而，电影反响一般，其中脱北者故事里设置的爱情线被指脱离现实而备受诟病。尽管七年前曾經因為無法認同《路基完》中的感情線而拒絕出演，但隨著時間的流逝，宋仲基對路基完與瑪麗的愛情產生了共鳴，認為想要好好生活的人，都應該帶著那份心去生活，無論是面對愛情還是友情，任何人都有資格幸福。2024年末，由金成宰执导的犯罪惊悚片《波哥大：最后的机会之地》上映，宋仲基在片中饰演从底层逆袭成波哥大商圈大佬的韩国移民国熙。尽管电影在韩国上映后票房不佳，口碑褒贬不一，但在流媒体公开后，迅速登顶首周Netflix全球非英语类电影Top10排行榜第1位，在全球73个国家和地区进入前十名，克服了票房失利的遗憾，作品性也再次获得认可。
2025年3月，电视剧《My Youth》杀青，预计于下半年播出，宋仲基在剧中饰演鲜于海。

## 公益慈善
2009年11月，宋仲基参与富士胶片发起的《Star Instax慈善拍卖会》，将所拍摄的工作及生活日常照片拍卖收益用于资助国内外贫困儿童。2010年7月，参与由真航空主办的《拯救空气》环保运动，将所设计100件限量版T恤在网上销售所得捐给联合国环境规划署 ( UNEP ) 韩国委员会。同年12月，作为富士Instax拍立得代言人，将所拍摄的一万个Instox照片卡随机附送给消费者，部分销售所得收益捐赠给韩国白血病儿童基金会（KCLF）。2011年5月，宋仲基参与首尔钟路区明宁洞Hope Smile儿童癌症中心举行《黄色Reborn+》活动，探望癌症儿童患者。同年6月，为联合国儿童基金会（UNICEF）韩国委员会拍摄《生日捐赠活动》宣传视频，为世界各地的贫困儿童募集日常必需品、营养餐点及麻疹预防疫苗等作为生日礼物。8月，参与由时尚杂志‘Singles’为纪念创刊7周年而策划的《赤脚的青春》活动，赤脚为活动拍摄的写真照并在照片展中展出，活动所得收益用于资助越南山区儿童。9月，参与由首尔城东区纛岛观景文化园区举办的《彩虹计划》，捐出太阳眼镜和帽子用于活动慈善义卖项目，所得收益为非洲贫困儿童建立奖学金基金会。12月，宋仲基将MBC纪录片《南极的眼泪》配音旁白所得演出费全部捐给贫困群体。
2012年1月，宋仲基被委任为渣打金融集团主办的《善良图书馆计划》‘声音捐赠活动’的宣传大使，并捐赠声音为视障人士制作有声读物。同年5月，参与在泰国暖武里府北革县SCG体育场举办的朴智星‘亚洲梦想杯’慈善足球赛，所得收益用于亚洲青少年足球发展基金。11月，出席男装品牌‘Customellow’在首尔弘大举办的慈善项目《Good Shopper Good Man》的慈善签名会及跳蚤市场，为饥饿措施运营的社会福利机构“幸福家庭学校”的孩子筹集圣诞礼物。2013年4月，宋仲基作为宣传大使出席‘韩国医疗2013-共享医疗纪念活动’，获韩国保健福祉部颁发感谢牌，该项目旨在向海外医疗基础设施薄弱地区的患者提供在韩国接受免费医疗服务。同年7月，出席在首尔圣玛丽医院举行的蒙古男孩Nergui手术成功康复的纪念仪式。8月，宋仲基在入伍前参与志愿者活动《感动计划-夏日的奇迹》，作为志愿者身体力行为因火灾而变得无家可归的家庭搬家。
2015年5月，据韩国媒体透露，宋仲基在兵役期间，曾通过联合国儿童基金会（UNICEF）韩国委员会向尼泊尔地震的灾民和儿童捐助1亿韩元，用于尼泊尔地震后的紧急救援。2015年8月，退伍后参与‘FC SMILE’亚洲微笑杯足球俱乐部成立记者会，慈善足球赛所得款项将捐赠给面部畸形和身体残疾的儿童。2016年1月，参与在上海虹口足球场举行的‘2016年中国亚洲微笑杯’中韩明星慈善足球赛和慈善晚宴。4月，自2012年以来便默默支持志愿者组织‘未来协会’活动的宋仲基，将《像孩子般幸福》一书、《太阳的后裔》专辑和写真书、签名照、帽子和鞋捐赠给‘未来社会’志愿者组织，用于义卖会筹款活动。
2016年3月，韩国白血病儿童基金会在官方博客中透露，宋仲基自2011年起，连续5年为13名癌症儿童患者秘密捐助治疗费用近4400万韩元。宋仲基于 2011 年通过参加《黄色Reborn+》首次与韩国白血病儿童基金会建立了合作关系，为帮助患有儿童癌症的儿童。宋仲基一直通过该基金会做善事。4月，宋仲基将退伍后首场粉丝见面会(首尔场)的收益全额捐出。同年5月，中国浙江卫视综艺节目《奔跑吧兄弟》制作组称，宋仲基将出演酬劳全部捐出（媒体爆料约3亿韩元）。宋仲基在中国湖南卫视综艺节目《快乐大本营》零片酬出演，更自费向芒果V基金捐款，用于中国四川汶川地震灾后重建（媒体爆料为100万人民币，约1亿7000万韩元）。6月，将‘2016亚洲巡回粉丝见面会’的部分收益，捐赠给中国宋庆龄基金会，用于四川汶川地震灾后重建。10月，位于京畿道广州市的社会福利机构‘分享之家’对韩国媒体透露，宋仲基向日本军性奴隶受害者人权中心（国际和平人权中心）建立基金募集账户，捐助了2000万韩元。根据韩国媒体爆料，宋仲基于2016年8月至9月期间，先后向韩国白血病儿童基金会进行10笔捐款，总额9500万韩元。2016年10月至12月期间，向韩国白血病儿童基金会捐款4400万韩元，用于治疗患有急性淋巴细胞白血病、急性混合性白血病等6名儿童患者。
2017年1月，宋仲基参与达美乐披萨在首尔大学儿童医院举办的《希望披萨分享活动》，并探访患病儿童。同年6月和7月，向韩国白血病儿童基金会捐款2000万韩元，用于两名患有恶性淋巴肿和急性淋巴细胞白血病的儿童癌症患者的治疗费用。10月和11月，继续向韩国白血病儿童基金会捐款近2470万韩元，用于两名慢性肉芽肿和视网膜母细胞瘤患者的移植和治疗费用。2018年9月，参与‘爱与和平之屋’志愿者活动，在中秋假期最后一天，为首尔棚户村居民发送饭盒。
2019年4月，宋仲基向韩国希望桥全国救灾协会捐款3000万韩元，用于韩国江原道山火的灾区重建及居民救助。2020年2月，宋仲基向韩国希望桥全国救灾协会捐款1亿韩元，以防止新冠肺炎传播及克服其带来的损失。同年8月，向韩国希望桥全国救灾协会捐款5000万韩元，以帮助受韩国暴雨水灾影响的灾民。12月，配合国际志愿者日，为新加坡《SG Cares Giving Week 2020》的启动录制宣传视频，鼓励更多善心人士加入志愿者队伍分享爱心。
2021年1月，通过韩国希望桥全国救灾协会，为新冠肺炎医护人员提供1亿韩元的御寒用品。同年8月，无偿为第六届‘残疾人国际舞蹈节’（KIADA2021）录制宣传视频，该善举也因被志愿者在网络社区上发帖表示感激，而被广为人知。10月，宋仲基通过人工智能语音合成技术在盲人书《天然纪念物》的《鹰》《麝香鹿》及《夜猫子》等篇章中进行声音捐赠，由韩国文化遗产厅国立文化遗产研究所向全国13所盲校的所有儿童发放。
2021年10月，宋仲基因长期为儿童癌症患者、地震灾民、慰安妇及山火和水灾灾民捐款，发挥了善良的影响力，在第六届‘金融日’获颁总统表彰。2022年3月，为‘世界青光眼周’录制宣传视频，呼吁公众重视青光眼疾病，早发现早治疗。

## 個人生活
2013年8月27日，宋仲基在江原道春川102補充大隊低調入伍，完成新兵訓練後，於同年10月調至韓國陸軍第22步兵師的偵察營服役。2015年5月25日，於退伍前夕在韓國《國防日報》發表了一篇題為「成為慎獨的黃龍搜查隊員」的退伍感言。5月26日，在江原道高城郡以兵長軍階退伍，結束了21個月的軍隊生活。
2017年7月5日，透過經紀公司宣布與演員宋慧喬結婚。同年10月31日下午3點（UTC+9），婚禮在首爾新羅酒店迎賓館圓滿舉行。2019年6月27日，經紀公司證實正式與宋慧喬正在進行離婚調解，婚姻維持1年8個月。宋仲基的代理律師證實他在26日向首爾家事法院提交離婚申請書。宋仲基在聲明中稱「我們希望圓滿結束離婚協議，而不是互相指責誰對誰錯」，指將會走出離婚傷痛，也希望外界能給予兩人空間、尊重兩人私生活及停止胡亂猜測。同年7月22日，首爾家庭法院判決離婚成立。
2022年12月26日，宋仲基所屬經紀公司HighZium Studio通過韓國媒體證實宋仲基在去年通過熟人介紹下，與英國籍圈外女子交往，聲明稱「宋仲基和圈外女性對彼此有好感進而交往，希望外界能給與溫暖視線。另外，我們無法確認他們正在交往的事實以外的信息，敬請諒解，請不要進行未經證實的推測性報道，我們将不胜感激」。網傳該女子是英國籍女星凱蒂·露易斯·桑德斯（英語：Katy Louise Saunders），擁有多國語言能力，外貌性感漂亮。至於宋仲基女友的真實身份及過往等一系列推測傳聞，至今均未獲宋仲基所屬經紀公司證實。2023年2月23日，宋仲基在接受雜誌採訪時，親自駁斥了有關妻子的荒謬傳聞，指之前的報導中「除了妻子就讀的大學名字，其他一切都不是事實」。
2023年1月30日，宋仲基在韓國官方粉絲後援會留言公佈與女友凱蒂·露易斯·桑德斯完成結婚登記和即將迎來新生命的消息。6月14日，妻子凱蒂在罗马诞下一子。2024年11月20日，女儿在罗马出生。

## 其他活动

### 宣传大使
2010年，宋仲基与朴信惠被选为第11届全州国际电影节的宣传大使。2011年，在由渣打金融主办的《善良图书馆计划》中，被委任为‘声音捐赠活动’的宣传大使，与公众一起为视力受损者制作有声读物。2013年，宋仲基被韩国保健产业振兴院任命为韩国医疗宣传大使，赴卡塔尔和阿联酋宣传韩国医疗，及促进医疗技术和医疗旅游方面等国际合作。2016年，宋仲基被韩国文化体育观光部委任为韩国旅游名誉宣传大使，推广《2016-2018韩国旅游年》项目。2017年，宋仲基被委任为韩国仁川国际机场名誉宣传大使，并担任机场宣传大使至今。2025年，宋仲基被皇家古典高尔夫俱乐部 (The R&A) 委任为全球大使，推广高尔夫运动和进行相关公益活动。

### 广告代言

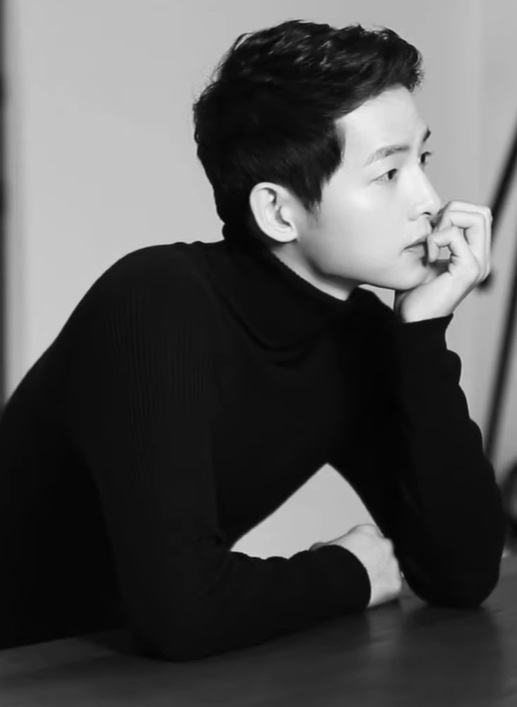
2016年，宋仲基代言“Forencos”

2008年5月，宋仲基首次亮相于Dunkin’ Donuts的电视广告中，短暂的出场，引起了关注。2010年，随着电视剧《成均馆绯闻》的热播，宋仲基先后通过男士时尚品牌EZIO、休闲品牌TBJ、乐天酒业品牌初饮初乐甚至化妆品等10个广告，巩固自己作为新一代广告王的地位。2012和2013年，因连续在电视剧《善良的男人》和电影《狼少年》获得票房成功，宋仲基一跃成为韩国大势演员，同一时期有10个广告在电视上相继播出，包括三星手机“Samsung Galaxy Pop”、户外服饰“The North Face”、休闲包“Samsonite”、护肤品“Laneige Homme”、快餐连锁店“Lotteria”、咖啡品牌“Maxim”等主要品牌。人气不断上升的宋仲基获得“2013韩国第一品牌奖”，一起获得特别奖的还有YG娱乐、三星电子、KakaoTalk、Uniqlo’s Heattech。即使在2013年8月入伍后，一些入伍前拍摄的广告也相继获得续约。
2016年，随着《太阳的后裔》在亚洲热播，处于人气巅峰的宋仲基作为代言人涉足各大广告领域，包括免税店、酒类、服装、食品饮料、航空、汽车等21个品牌产品，截至6月，其销售额已达到400亿韩元。所代言的品牌包括东远食品、济州航空、LG生活健康、海特啤酒、化妆品“FORENCOS”、休闲服饰“TOPTEN”等15个广告，证明了他在韩国的人气。同时，在中国代言休闲服饰“马克华菲”、“统一鲜橙多”饮料、护发产品“施华蔻”、化妆品“珀莱雅、VIVO手机、和腾讯应用宝”。
2021年，宋仲基凭借电影《胜利号》和电视剧《黑道律师文森佐》中累积的超高人气，先后代言手工汉堡品牌“MOM's TOUCH”、CJ ENM购物平台“CJ OnStyle”等10多个品牌产品。2022年末，主演的电视剧《财阀家的小儿子》创收视新高，已经在化妆品、保健食品等约10个广告中活跃的品牌代言人宋仲基，在电视剧结束后立即收到各种商品的广告征集。2023年，宋仲基携电影《祸乱》出席第76届戛纳电影节，因接连在多样的作品中不断挑战并获得成功，被法国奢侈品牌路易威登选定为全球品牌代言人。